# Université de Sarh
L'université de Sarh est un établissement d'enseignement supérieur public tchadien situé dans la ville de Sarh.

## Historique
Le projet de loi relatif à la création de l'université de Sarh a été examiné et adopté par le Conseil des ministres tchadien le 18 novembre 2010.

## Composition
L'université de Sarh regroupe deux établissements préexistants : l’Institut universitaire des sciences agronomiques et de l'environnement de Sarh (IUSAES) et l’École Normale Supérieure de l’Enseignement Technique (ENSET).

## Liste des recteurs
- 8 juin 2011- : Mbailao Mbaiguinam[3]